# Realms of Chaos
Realms of Chaos is een platformspel uit 1995 dat werd ontwikkeld door Keith Shuler. Dit sharewarespel, enkel beschikbaar voor MS-DOS, wordt verdeeld door Apogee Software.

## Spelbesturing
Realms of Chaos is een typisch platformspel uit de jaren 1990. De speler kan in het spel op elk moment wisselen tussen de krijger Endrick en zijn zus, de tovenares Elandra. Elk van hen heeft bepaalde eigenschappen. Afhankelijk van de situatie zal een actie uitgevoerd moeten worden door Endrick of Elandra. Het spel bestaat uit drie langere levels, waarvan enkel het eerste beschikbaar was via Shareware. Om het complete spel te kiezen, dient men het spel officieel aan te kopen.

## Ontvangst
Realms of Chaos werd door Power Unlimited positief beoordeeld met een 8 uit 10.